# Faith No More
I Faith No More sono un gruppo musicale statunitense fondato nel 1982 a San Francisco. Dopo essersi sciolti nel 1998, si riunirono nel 2009 dopo undici anni di inattività.
Il loro stile è un rock alternativo contaminato da elementi funk, thrash, hardcore e rap metal. Vengono anche considerati un gruppo crossover, stile che anticiparono di qualche anno, nonché esponenti del funk metal, dell'hard rock, e di varie espressioni di musica alternativa.

## Storia del gruppo

### Gli inizi
Il gruppo si formò inizialmente nel 1979 con il nome Sharp Young Men, con il cantante Mike Morris e il tastierista Wade Worthington. In un secondo momento, al gruppo si aggiunsero Mike Bordin ed il bassista Billy Gould. Morris ha definito il nome «una presa in giro nei confronti di tutti i gruppi "eleganti" del tempo». Successivamente ha proposto il nome Faith in No Man, che poi venne contratto in Faith No Man su suggerimento di Bordin (rappresentato come Faith. No Man). La band registrò il singolo Quiet in Heaven/Song of Liberty, pubblicato nel 1983. Le canzoni vennero registrate nel garage dei genitori di Matt Wallace, in cui Wallace aveva messo su uno studio di registrazione mentre la band stava ancora registrando sotto il nome di Sharp Young Men, con Morris, Gould, Bordin e Worthington. Worthington lasciò il gruppo poco dopo.
Il nome della band fu cambiato in Faith No Man per la pubblicazione del singolo, che includeva due su tre canzoni registrate nel garage di Wallace, e Roddy Bottum rimpiazzò Worthington. Bottum, Gould e Bordin lasciarono la band poco dopo e formarono i Faith No More. Scelsero il nome a metà del 1983 per accentuare il fatto che Morris, ossia l'uomo (The Man) non era più nella band (No More). La band suonò con differenti cantanti e chitarristi, tra cui anche Courtney Love per un breve periodo, finché non scelsero Chuck Mosley nel 1983 e, poco dopo, il chitarrista Jim Martin. La prima pubblicazione a nome Faith No More fu una cassetta auto-intitolata nel 1983, che includeva una performance dal vivo di quello stesso anno sul lato A ed uno strumentale di 20 minuti sul lato B.
Nel 1984 le prime registrazioni furono inserite nella compilation tape della tedesca Masking Tapes, poi divenuta Empty Records, dal titolo Numb Tongue No Taste, in cui figuravano alcuni brani degli italiani Crash Box e Dictatrista.

### We Care A LoteIntroduce Yourself
Dopo il cambio di nome, la band iniziò a registrare We Care a Lot senza avere ancora una etichetta e, dopo aver fatto colletta, registrò cinque canzoni. La title track è una satira nei confronti dei concerti di beneficenza come il Live Aid, e della canzone We Are the World di USA For Africa. Queste attirarono l'attenzione di Ruth Schwartz, che allora stava formando l'etichetta indipendente Mordam Records, sotto quale la band, dopo aver ricevuto il finanziamento necessario, finì di registrare il disco. Questa fu la prima pubblicazione ufficiale sia per la band che per l'etichetta.
Nel 1986, la band venne messa sotto contratto dall'etichetta di Los Angeles Slash Records, di Anna Statman. L'etichetta era stata recentemente venduta al gruppo Warner Music, filiale London Records, che garantiva una diffusione ampia per la pubblicazione degli album successivi. Introduce Yourself uscì nell'aprile del 1987, e la versione rinnovata della title-track dell'album precedente, We Care A Lot, incontrò un successo su MTV. Tuttavia Mosley iniziava a comportarsi in modo problematico, in particolare in tour in Europa nel 1988. Tra i vari incidenti tirò un pugno a Billy Gould sul palco, si addormentò durante l'esibizione per il release party per l'album Introduce Yourself, ed uno dei suoi roadies finì per fare a pugni con Martin durante il tour europeo. Mosley alla fine fu licenziato e la band ritornò in patria. Secondo Gould, ci fu un punto in cui alle prove Mosley voleva suonare solo canzoni acustiche, completamente fuori rotta rispetto al resto del gruppo. Il risultato portò il bassista ad uscire e lasciare il gruppo, dicendo semplicemente: «Ho chiuso – non ce la faccio più: così è semplicemente ridicolo». Il giorno stesso, Gould parlò con Bordin e gli disse: «Beh voglio ancora suonare con te». Bottum fece lo stesso. Nelle parole del bassista: «fu uno di quegli scenari in cui licenzi qualcuno senza licenziarlo».

### L'arrivo di Mike Patton eThe Real Thing
Mosley fu sostituito da Mike Patton, che al tempo, nel 1988, cantava con la band del suo liceo, i Mr. Bungle. Fu reclutato su suggerimento di Martin dopo che questi ascoltò una demo dei Mr. Bungle. Secondo quanto racconta Patton, lui e la band si erano già incontrati ad un concerto in una pizzeria nella sua città, Eureka, in California. Due settimane dopo essersi unito ai Faith No More, egli aveva già scritto tutti i testi delle canzoni che vennero nominate ai Grammy per l'uscita di The Real Thing, pubblicato nel giugno del 1989.
Il singolo Epic è stato pubblicato a gennaio del 1990 e fu un successo da top 10. Il video musicale fu trasmesso in rotazione frequente su MTV nel 1990, e fece arrabbiare gli attivisti animalisti per via di uno slow motion che mostrava un pesce che si dimenava alla fine del video. Lo stesso anno, i Faith No More si esibirono il 6 settembre agli MTV Video Music Awards e parteciparono al 293simo episodio del Saturday Night Live, trasmesso il 1º dicembre. From Out of Nowhere e Falling to Pieces furono pubblicati come successivi singoli, mentre una cover di War Pigs dei Black Sabbath fu inserita nelle versioni del disco non su vinile. Nel 1990, la band fece un tour attraverso tutti gli Stati Uniti, di spalla ai Metallica, e The Real Thing divenne disco d'oro in Canada, negli Stati Uniti ed in Sud America. L'album vendette bene anche in Australia, Regno Unito e nel resto d'Europa, per un totale di 4 milioni di copie vendute in tutto il mondo.
Nel febbraio del 1991, i Faith No More pubblicarono il loro unico album live ufficiale, Live at the Brixton Academy. L'album includeva due inediti, The Grade e The Cowboy Song. Lo stesso anno, la band ha contribuito alla canzone The Perfect Crime per la colonna sonora del film Un mitico viaggio. Martin fece anche un breve cameo nel film come "Sir James Martin" come capo del "Centro Spiritale e Teologico Faith No More". Dopo il successo mondiale del disco, anche l'altra band di Patton, i Mr. Bungle, furono messi sotto contratto da parte di Slash e Reprise Records, etichette legate a Warner Bros.

### Angel Dust
I Faith No More utilizzarono un approccio ancora più sperimentale nel disco successivo, Angel Dust, uscito nel giugno del 1992. Un critico scrisse che l'album è "uno dei dischi più complessi e semplicemente spiazzanti mai pubblicati da una major" ed un altro che "il singolo A Small Victory, che sembra far passare Madama Butterfly attraverso i Metallica e Nile Rodgers, rivela una struttura in vena di combinare elementi improbabili in intrugli sorprendentemente originali".
Oltre a A Small Victory, che ricevette una nomination come miglior scenografia agli MTV Video Music Awards, anche le canzoni Midlife Crisis e Everything's Ruined vennero pubblicati come singoli. L'album includeva una ri-registrazione del tema del film Un uomo da marciapiede, e le successive stampe includevano una cover di Easy dei Commodores, che in alcune parti del mondo divenne il più grande successo della band. Angel Dust raggiunse una posizione più elevata sulla Billboard 200 rispetto a The Real Thing, ma non ebbe lo stesso successo commerciale negli Stati Uniti, vendendo 665.000 copie. Le vendite furono superiori rispetto a The Real Thing in molti altri paesi. In Germania, il disco è stato certificato disco d'oro per le vendite di oltre 250.000 copie. L'album ha eguagliato le vendite di The Real Thing in Canada (disco di platino) e Australia (disco d'oro) e le ha superate nei Paesi Bassi, Francia, Russia e Regno Unito. Le vendite in tutto il mondo furono di oltre 3 milioni di copie. Il disco venne promosso con un tour a fianco di Metallica e Guns N' Roses.

### Il declino e lo scioglimento
Dopo il tour di supporto ad Angel Dust nell'estate del 1993, il chitarrista di lunga data Martin lasciò la band a causa di conflitti interni, in quanto infelice rispetto alla nuova direzione musicale della band e definendo Angel Dust un «disco gay». Secondo Bottum, Martin venne licenziato via fax. Lo stesso Martin afferma di essersene andato di sua iniziativa. Sia il chitarrista dei Godflesh Justin Broadrick che il chitarrista dei Killing Joke Geordie Walker furono invitati a unirsi ai Faith No More dopo la partenza di Martin, ma entrambi rifiutarono. La posizione fu momentaneamente coperta dall'amico e compagno di Mike Patton nei Mr. Bungle, Trey Spruance, e insieme registrarono il loro terzo album in studio, King for a Day... Fool for a Lifetime. Il terzo album varia notevolmente fra post-hardcore/punk, country, jazz, bossa nova, thrash metal, musica gospel, insieme ad altri elementi caratteristici del gruppo, che si intrecciano senza soluzione di continuità in tutto l'album. Viene lanciato dai singoli Digging the Grave, Ricochet e Evidence. Tuttavia, con un milione e mezzo di copie vendute, non riuscì a replicare il successo dell'album precedente. Spruance lasciò dopo aver inciso l'album, subito prima che cominciasse il loro tour mondiale. Fu rimpiazzato da Dean Menta, il tecnico delle tastiere del gruppo.
Nel 1997 venne assunto come chitarrista Jon Hudson, ex compagno di stanza di Gould, e successivamente incisero Album of the Year. L'album debuttò con un successo più alto del previsto in alcuni paesi, viste le aspettative (ad esempio, in Germania, si classificò secondo e rimase in classifica per 5 mesi). Con un numero di copie vendute pari a poco più di un milione, e due milioni di copie complessive a livello mondiale, il sesto album registrò un discreto successo in Europa e in Australia, dove si classificò in prima posizione e fu certificato come disco di platino, ma ebbe molta meno risonanza negli Stati Uniti. I singoli Ashes to Ashes e Last Cup of Sorrow ebbero poco successo (in particolare, il video musicale del secondo, nel quale partecipò Jennifer Jason Leigh, era ispirato al film di Alfred Hitchcock, La donna che visse due volte (Vertigo)). Stripsearch fu pubblicato come singolo in vari paesi (esclusi U.S. e U.K.). L'album al tempo ricevette recensioni in gran parte negative da parte della critica statunitense. La rivista Rolling Stone scrisse nella sua recensione originale «[Loro] sono disperatamente in giro, a cercare a tentoni un senso di identità ed una direzione in un decennio che chiaramente li trova irrilevanti», mentre Pitchfork Media dichiarò che «Album of the Year lascia la sensazione che si ha nello svegliarsi e trovare il preservativo usato della scorsa notte – certo, è stato bello finché è durato, ma ciò che rimane è semplicemente disgustoso. E sicuramente non lo vuoi nel tuo lettore CD»" Dopo la pubblicazione dell'album, i Faith No More fecero un tour con i Limp Bizkit nel 1997, che furono spesso fischiati dai fan dei Faith No More.
All'inizio del 1998, le voci sullo scioglimento dei Faith No More erano già diffuse. Un pettegolezzo pubblicato sul sito alt.music.faith-no-more sosteneva che Mike Patton aveva lasciato la band a favore di progetti paralleli: questa voce, anche se venne negata sul momento, si dimostrò essere almeno in parte vera. La band suonò nel suo ultimo show dal vivo a Lisbona, il 7 aprile 1998. Fu poi annullato il loro tour di supporto per gli Aerosmith e il 20 aprile Billy Gould rilasciò una dichiarazione via e-mail e fax, dicendo: «La decisione tra i membri è reciproca» e «la separazione consentirà a ciascun membro di proseguire i suoi progetti individuali senza ostacoli.» La band inoltre ringraziò «tutti quei fan e collaboratori che hanno sostenuto la band durante tutta la sua storia.» Così, dopo i singoli Ashes to Ashes, Last Cup of Sorrow e Stripsearch e la raccolta Who Cares a Lot?, il gruppo ufficializzò la notizia del suo scioglimento.
Dal 1998 al 2004 Patton è stato di nuovo impegnato con i Mr. Bungle ed in numerosi progetti collaterali, tra cui i Fantomas, i Tomahawk, i Peeping Tom e la carriera solista.

### La reunion eSol Invictus
Delle voci sul fatto che i Faith No More sarebbero tornati insieme per degli spettacoli nel Regno Unito durante l'estate del 2009 circolavano già a fine novembre del 2008, ma vennero inizialmente respinte dal bassista Billy Gould. Gould ha spiegato: "Se dovesse succedere qualcosa di simile, dovrebbe venire dalla band, e non parlo con nessuno di loro da oltre un anno. Quindi, per quanto ne so, non c'è niente di cui parlare, e sono abbastanza sicuro che se tu dovessi contattare Patton, ti direbbe la stessa cosa." Tuttavia, il 24 febbraio 2009, dopo mesi di speculazioni, i Faith No More hanno annunciato il proprio ritorno sulle scene con la formazione di Album of the Year, celebrato con un tour europeo nei mesi estivi, intitolato The Second Coming Tour. In coincidenza con il tour di reunion della band, Rhino ha pubblicato nel Regno Unito l'8 giugno la sesta raccolta dei Faith No More, The Very Best Definitive Ultimate Greatest Hits Collection, un doppio album che include i loro singoli di successo, b-sides e rarità. I Faith No More quindi hanno suonato nei principali festival europei tra cui il Download Festival nel Regno Unito a giugno, l'Hurricane Festival e il Southside Festival in Germania, il Greenfield Festival in Svizzera, l'Hove Festival in Norvegia ed il Roskilde Festival in Danimarca. Il tour è continuato nel 2010 con l'apparizione al Soundwave Festival nelle città australiane durante febbraio e marzo. Durante il loro tour, la band ha aggiunto cover al loro repertorio, tra cui Reunited di Peaches & Herb e Switch di Siouxsie and the Banshees.
Dopo una pausa di undici mesi, i Faith No More hanno suonato quattro concerti in Sud America nel novembre 2011. Durante la prima data (8 novembre 2011) la band ha suonato una "canzone misteriosa", che ha portato alla speculazione che la band stesse lavorando a nuovo materiale. In seguito, hanno suonato al Sonisphere UK il 7 luglio 2012. Dopo diversi altri spettacoli in Europa nel corso del 2012, i Faith No More si sono presi una pausa. Mike Patton ha trascorso il 2013 in tour con i Tomahawk, mentre i membri della band si sono dedicati ad altri progetti collaterali. Nel luglio 2013, Billy Gould ha confermato che la pausa della band non sarebbe stata permanente, dichiarando: "Faremo di nuovo qualcosa solo quando tutti i membri saranno concentrati su questo, e pronti per la sfida. Questo non è il momento... ancora."
In un'intervista del 2015, Roddy Bottum ha affermato che la band originariamente intendeva riformarsi con il chitarrista Jim Martin per il loro tour di reunion, ma che ciò non è accaduto.
Il 29 maggio 2014, i Faith No More hanno pubblicato un messaggio (insieme a una foto di Mike Patton) sul loro account Twitter, dicendo che "la cosa della riunion è stata divertente, ma è il momento di tornare un po' creativi." Il 4 luglio, i Faith No More hanno suonato il loro primo concerto dopo due anni all'Hyde Park di Londra, in supporto ai Black Sabbath.In quello show, hanno debuttato due nuove canzoni Motherfucker e Superhero. Il 20 agosto, la band ha pubblicato il seguente messaggio "Il tour di reunion è finito; nel 2015 le cose cambieranno." Questi tweet hanno portato alla speculazione che la band stesse lavorando su nuovo materiale. Il 30 agosto, Gould ha detto che la band sta "considerando di fare qualcosa di nuovo", e potrebbe iniziare a lavorare su un nuovo album in studio in un futuro non troppo lontano, spiegando che "fare qualcosa di creativo sarebbe davvero una buona cosa da fare." Il 2 settembre, Bill Gould ha rivelato a Rolling Stone che la band aveva iniziato a lavorare su un nuovo album. Nel febbraio e marzo del 2015, i Faith No More ha partecipato all'edizione finale di Soundwave in Australia.
La band ha pubblicato il suo settimo album in studio, Sol Invictus, nel maggio 2015. Le canzoni dell'album sono state influenzate da The Cramps, Link Wray, Siouxsie and the Banshees e Roxy Music. Parlando a Revolver, Gould ha descritto la canzone Cone of Shame come «rock and roll basato sul blues». Descrivendo la canzone Matador, ha detto: «alcune parti mi ricordano il primo album dei Siouxsie and the Banshees. Abbiamo usato dei veri pianoforti e questo porta questa qualità organica alla musica». Il secondo singolo dell'album, Superhero, è stato diffuso dalla band il 1º marzo 2015.
Nel mese di agosto 2016, la band ha eseguito due concerti con l'ex cantante Chuck Mosley per celebrare la ristampa del loro album di debutto We Care a Lot. La band è stata annunciata come Chuck Mosley & Friends per i due spettacoli e la formazione era composta da Mosley, Mike Bordin, Billy Gould, Jon Hudson e Roddy Bottum. Mosley è morto il 9 novembre 2017 all'età di 57 anni a causa di una «malattia da dipendenza». Nel febbraio 2018 è stato rivelato che erano iniziati i lavori relativi a un documentario incentrato sulla vita dello stesso; intitolato Thanks. I'm Sorry: The Chuck Mosley Movie, il film è diretto e montato da Drew Fortier e prodotto da Douglas Esper.
In un'intervista a giugno 2016, Jon Hudson ha rivelato di avere alcune idee per il prossimo eventuale album e che è qualcosa su cui vuole lavorare alla fine del tour. Tuttavia nel gennaio 2020 il tastierista Roddy Bottum ha dichiarato che non ci sono piani per un nuovo disco.
Il 23 novembre 2019 i Faith No More hanno aggiornato il sito ufficiale ed i social media con un'immagine del logo a otto punte della band davanti a una cima innevata, accompagnata da un conto alla rovescia fino al 26 novembre 2019; in quest'ultima data, la band ha annunciato i suoi primi spettacoli in cinque anni che si sarebbero tenuti in Europa nel giugno 2020, tra cui Sunstroke Festival in Irlanda, Hellfest in Francia e Tons of Rock in Norvegia. Meno di ventiquattro ore dopo, il Mad Cool Festival di Madrid, in Spagna, fissato per luglio 2020, è stato aggiunto alla lista delle date del tour. La maggior parte delle date del tour, comprese le tappe australiana ed europea, sono state riprogrammate al 2021 a causa della pandemia di COVID-19. La band doveva suonare due volte al Banc of California Stadium di Los Angeles con System of a Down, Helmet e Russian Circles, in dei concerti che si sarebbero tenuti dal 22 al 23 maggio 2020, ma che sono stati anch'essi rinviati a causa della pandemia. I Faith No More sono stati sostituiti nella programmazione dai Korn. La band avrebbe dovuto suonare in altri spettacoli nel settembre 2021, ma anche questi sono stati annullati a causa di Mike Patton, che ha dichiarato di non essere in grado di sostenere né il tour con i Faith No More né quello con i riformati Mr. Bungle a causa di problemi di salute mentale legati a depressione e alcolismo. Nell'aprile 2025 Bordin dichiarò che Patton non era più interessato a suonare con la band, lasciando così il progetto in un secondo stallo.

## Stile musicale ed influenze
La musica dei Faith No More è generalmente considerata metal alternativo, rock sperimentale, funk metal, alternative rock, e rap metal; tuttavia, come Faith No Man, il loro suono è stato descritto come post-punk. Il primo singolo della band del 1983, Quiet in Heaven/Song of Liberty, fu etichettato come un "solido singolo post-punk/pre-goth." Questi elementi hanno resistito durante il periodo con Chuck Mosley. AllMusic ha associato il loro primo album ai primi lavori della Public Image Ltd. e la voce di Mosley con quella del cantante Peter Murphy e H.R. dei Bad Brains. A metà degli anni '80, Billy Gould dichiarò che la band si trovava in una posizione «strana», poiché il loro suono eclettico non si adattava ai fiorenti movimenti hardcore punk e rock alternativo dell'epoca. Con l'arrivo di Mike Patton nel 1989, la band iniziò ad espandere ulteriormente la propria gamma sonora, fondendo generi disparati come il synth pop, thrash metal e la musica carosello in The Real Thing. Rolling Stone afferma che nel 1997, la band era «troppo pesante per i successi post-grunge pop di The Verve e Third Eye Blind [e] troppo artistica per lavorare comodamente con i cavernicoli nu metal knuckle-draggers che hanno generato». Nel corso della loro carriera, hanno sperimentato heavy metal, funk, hip hop, progressive rock, rock alternativo, hardcore punk, polka, country, easy listening, jazz, samba, ska, bossa nova,hard rock, pop, soul, trip hop, gospel e musica lounge.

## Eredità artistica
In un articolo del 2015 di Artistdirect, i musicisti Duff McKagan, Chino Moreno, Serj Tankian, Corey Taylor, Max Cavalera e Jonathan Davis hanno elogiato la band per la loro importanza e l'influenza che ebbero sulla scena musicale. Krist Novoselic dei Nirvana citò i Faith No More come una band che «aprì la strada ai Nirvana» alla fine degli anni ottanta. Robert Plant dei Led Zeppelin menzionò i Faith No More capitanati da Chuck Mosley come una delle band attuali da lui preferite in un'intervista del 1988 a Rolling Stone. Plant e Faith No More si sono successivamente esibiti insieme dopo la pubblicazione di The Real Thing. Scott Ian degli Anthrax ha dichiarato che Faith No More sono una delle sue band preferite. Il cantante Corey Taylor ha detto a Loudwire nel 2015 che, se non fosse stato per Faith No More, lui «non sarebbe qui oggi»: mentre si stava riprendendo da un tentativo di suicidio a casa di sua nonna, vide la band esibirsi dal vivo con Epic agli MTV Video Music Awards 1990 e l'esibizione lo ispirò a ricominciare a scrivere ed eseguire musica.
Le canzoni dei Faith No More sono state interpretate da band di punta della scena metal come 36 Crazyfists, Apocalyptica, Atreyu, Between the Buried and Me, Disturbed, Five Finger Death Punch, Helloween, Ill Niño, Korn, Machine Head, Papa Roach, Redemption, Revocation, Sentenced, Slaves on Dope e Tralls of Tears. Nel 2002, un album tributo intitolato Tribute of the Year (un riferimento ad Album of the Year) è stato pubblicato dalla Underground Inc, con al suo interno 30 canzoni dei Faith No More interpretate da gruppi hardcore punk, industrial e alternative metal per lo più sconosciuti.

## Formazione

### Attuale
- Mike Patton – voce (1988-1998, 2009-presente)
- Jon Hudson – chitarra (1996-1998, 2009-presente)
- Bill Gould – basso (1981-1998, 2009-presente)
- Roddy Bottum – tastiera (1983-1998, 2009-presente)
- Mike Bordin – batteria (1981-1998, 2009-presente)

### Ex componenti
- Mike "The Man" Morris – voce, chitarra (1981-1983)
- Wade Worthington – tastiera (1981-1983)
- Craig Shell – chitarra (1983)
- Joe Pop-O-Pie – voce (1983)
- Jake Smith – chitarra (1983)
- Paula Frazer – voce, chitarra (1984)
- Mark Bowen – voce, chitarra (1983-1984)
- Scott Culbertson – chitarra (1984)
- Desmond Shea – chitarra (1984)
- Courtney Love – voce (1983-1984)
- Chuck Mosley – voce (1984-1988, 2016) [91]
- Jim Martin – chitarra (1984-1993)
- Trey Spruance – chitarra (1993-1995)
- Dean Menta – chitarra (1995-1996)

## Discografia

### Album in studio
- 1985 – We Care a Lot
- 1987 – Introduce Yourself
- 1989 – The Real Thing
- 1992 – Angel Dust
- 1995 – King for a Day... Fool for a Lifetime
- 1997 – Album of the Year
- 2015 – Sol Invictus

### Album dal vivo
- 1990 – Live at the Brixton Academy

### Raccolte
- 1998 – Who Cares a Lot?
- 2003 – This Is It: The Best of Faith No More
- 2005 – Epic & Other Hits
- 2006 – The Platinum Collection
- 2008 – The Works
- 2009 – The Very Best Definitive Ultimate Greatest Hits Collection

## Videografia
- 1990 – You Fat Bastards: Live at the Brixton Academy
- 1993 – Video Croissant
- 1999 – Who Cares a Lot?: The Greatest Videos